# Metro de Taipei
El metro de Taipei, conegut com a Taipei Mass Rapid Transit (MRT), és un sistema de trànsit ràpid que serveix a les ciutats de Taipei i Nova Taipei a Taiwan. És un dels sistemes de trànsit ràpid més concorreguts del món.
El metro de Taipei va ser el metro de Taiwan. Es va decidir la construcció el 1986 i les obres van començar dos anys més tard. Va començar a operar el 28 de març de 1996. L'any 2000, 62 estacions i tres línies eren en servei. Durant els nou anys següents, el nombre de passatgers havia augmentat un 70%. Des del 2008, la xarxa s'ha ampliat fins a 131 estacions i el nombre de passatgers ha crescut un 96% més, el que en fa en un dels metros més concorreguts del món.

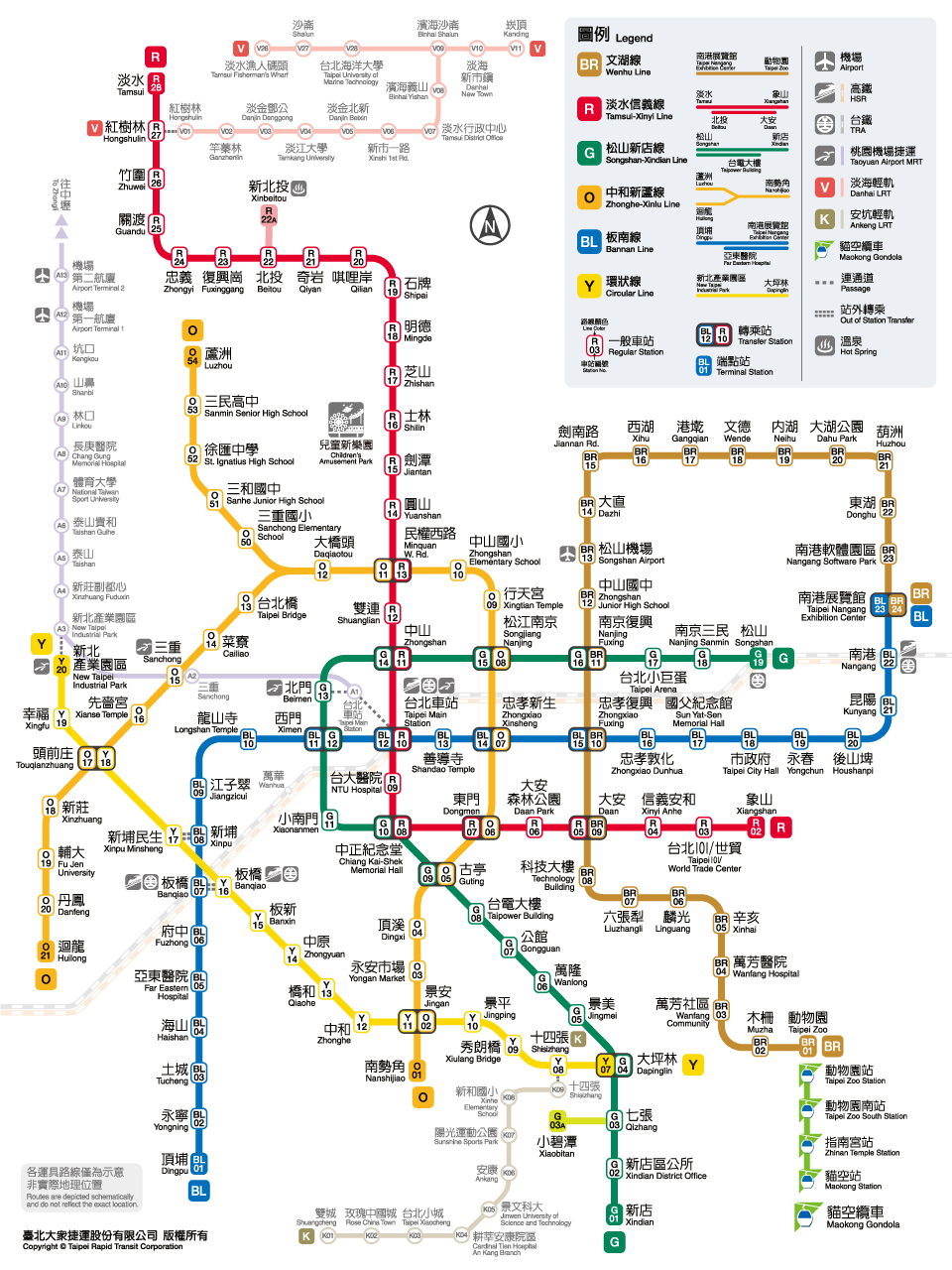
Mapa oficial del metro de Taipei (2023)

El Metro de Taipei és un dels sistemes de metro més cars construïts. Des que va començar les operacions el 1996, el metro ha reduirt el temps de viatge des d'un extrem a un altre de la ciutat de tres a menys d'una hora, i ha alleujat alguns dels problemes de trànsit de la ciutat. Va contribuir a la renovació urbana de molts barris, i ha augmentat el turisme a ciutats properes com Danshui.
Els habitants de la capital estimen el metro perquè va alleujar la congestió del trànsit a Taipei i les ciutats satèl·lits. El 2010 transportava més de vuit milions de viatges diaris.